# Municipio de West Cooper
El municipio de West Cooper (en inglés: West Cooper Township) es un municipio ubicado en el condado de Stafford en el estado estadounidense de Kansas. En el año 2010 tenía una población de 61 habitantes y una densidad poblacional de 0,65 personas por km².

## Geografía
El municipio de West Cooper se encuentra ubicado en las coordenadas 38°2′58″N 98°38′31″O / 38.04944, -98.64194. Según la Oficina del Censo de los Estados Unidos, el municipio tiene una superficie total de 93.18 km², de la cual 93,04 km² corresponden a tierra firme y (0,14 %) 0,13 km² es agua.

## Demografía
Según el censo de 2010, había 61 personas residiendo en el municipio de West Cooper. La densidad de población era de 0,65 hab./km². De los 61 habitantes, el municipio de West Cooper estaba compuesto por el 100 % blancos. Del total de la población el 0 % eran hispanos o latinos de cualquier raza.